# レインボーギャザリング
レインボーギャザリングは屋外で開催される、主催したい人々、または声の大きな者の合意にもとづいて開催される大規模なイベント運動である。

## 概要
レインボーギャザリングには、主に米国、地域、世界の3種類が在る。米国版は年に一度、米国の独立記念日をはさんで約一週間程度に渡って開催される。
一時的な目的を持った集まり、インテンショナルコミュニティーで、豊かな自然の中でのキャンピングの形で集まるのが一般的である。自由、愛、平和など考え方を、実際に行為として実現しようとしたり、意識的に一般的に行われている人気の在る文化的なもの、消費主義、拝金主義、マスメディアに対して、ちがったかたちとスタイルを表現しようとする参加者が多い。
米国版は3万人前後、地域版は5千人前後が集まる。

## 歴史
最初の部族のレインボーギャザリング(The first Rainbow Gathering of the Tribes)は北カリフォルニアや太平洋岸北西部のカウンターカルチャーな若者で組織された複数の「部族」によって組織された、1972年7月コロラド州で行われた4日間のイベントだった。2万人が警察の道路封鎖、市民的不服従に対する脅迫に直面し、国有林に入ることを許された。これは、1回だけのイベントとして意図されたものであるが、次の年のワイオミング州でのギャザリングが現実化した時点で、例年のイベントとして宣言された。
ギャザリングの長さが、オリジナルの4日間から延長され、その頻度と長さを持つようになった。

## ギャザリングのリスト

### 米国でのレンボーギャザリング
- 1972: Roosevelt National Forest, コロラド
- 1973: Shoshone National Forest, ワイオミング
- 1974: Dixie National Forest, ユタ
- 1975: Ozark National Forest, アーカンサス
- 1976: Lewis and Clark National Forest, モンタナ
- 1977: Gila National Forest, ニューメキシコ
- 1978: Umpqua National Forest, オレゴン
- 1979: Apache-Sitgreaves National Forest, アリゾナ
- 1980: Monongahela National Forest, ウェストバージニア
- 1981: Colville National Forest, ワシントン
- 1982: Boise National Forest, アイダホ
- 1983: Ottawa National Forest, ミシガン
- 1984: Modoc National Forest, カリフォルニア
- 1985: Mark Twain National Forest, ミズーリ
- 1986: Allegheny National Forest, ペンシルバニア
- 1987: Nantahala National Forest, ノースキャロライナ
- 1988: Angelina National Forest, テキサス
- 1989: Humboldt-Toiyabe National Forest, ネバダ
- 1990: Superior National Forest, ミネソタ
- 1991: Green Mountain National Forest, ベルモント
- 1992: Gunnison National Forest, コロラド
- 1993: Talladega National Forest, アラバマ　と　ケンタッキー
- 1994: Bridger-Teton National Forest, ワイオミング
- 1995: Carson National Forest, ニューメキシコ
- 1996: Mark Twain National Forest, ミズーリ
- 1997: オチョコ国有林, オレゴン
- 1998: Apache-Sitgreaves National Forest, アリゾナ
- 1999: Allegheny National Forest, ペンシルバニア
- 2000: Beaverhead-Deerlodge National Forest, モンタナ
- 2001: Boise National Forest, アイダホ
- 2002: Ottawa National Forest, ミシガン
- 2003: Wasatch-Cache National Forest, ユタ
- 2004: Modoc National Forest, カリフォルニア
- 2005: Monongahela National Forest, ウェストバージニア
- 2006: Routt National Forest, コロラド
- 2007: Ozark National Forest, アーカンサス
- 2008: Bridger-Teton National Forest, ワイオミング
- 2009: Santa Fe National Forest, ニューメキシコ
- 2010: Allegheny National Forest, ペンシルバニア
- 2011: ギフォード・ピンショー国有林, ワシントン[2]

### ヨーロッパでのギャザリング
- 1983 スイス
- 1984 スイス

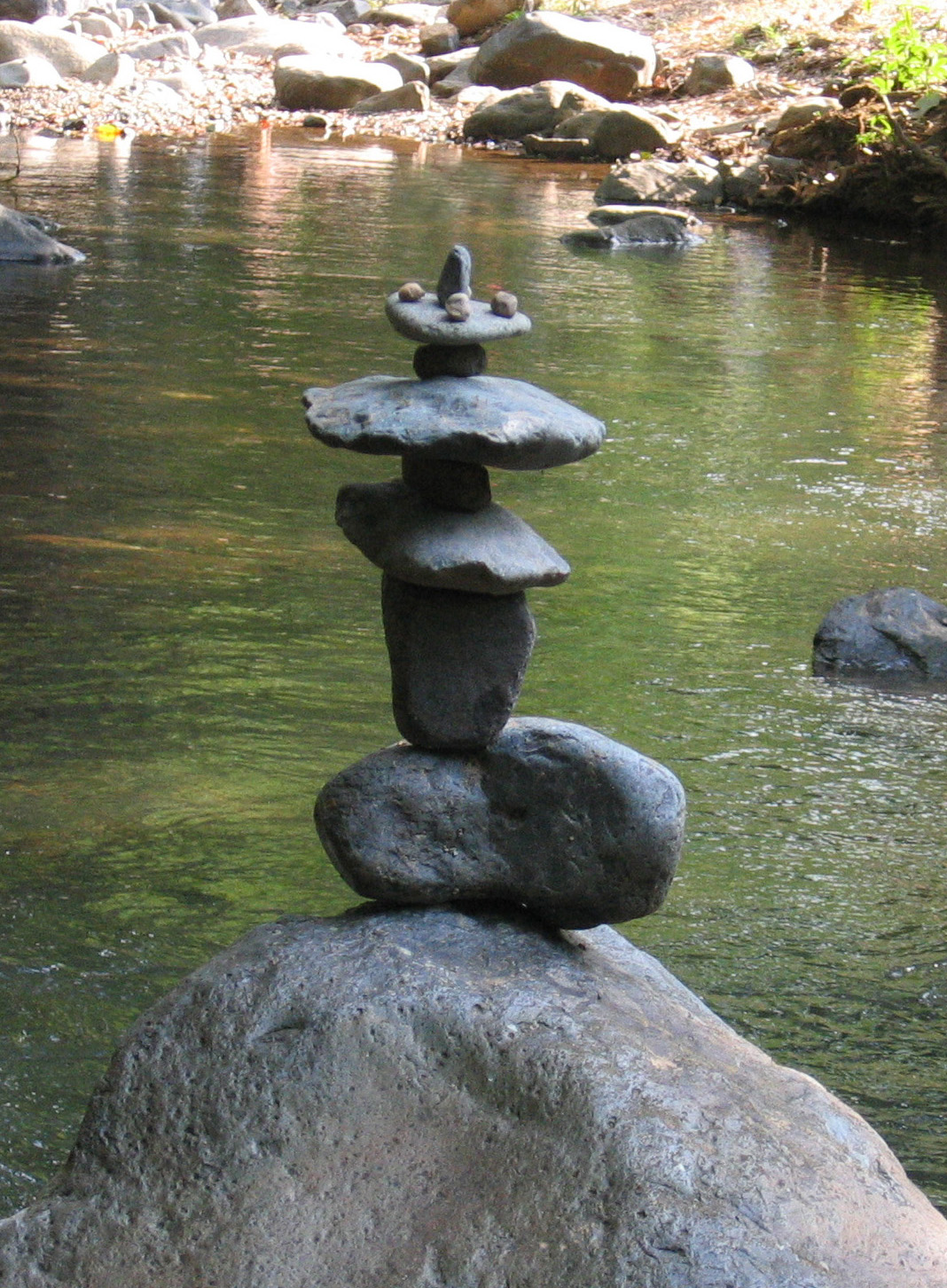
2004年コスタリカでの世界レインボーギャザリングの即席アート。This is reminiscent of a "duck" style trail marker in which stones are stacked to mark a ハイキングトレール. Similar to "duck" trail markers are cairns, which generally represent landmarks.

- 1985 北イタリア (alternative site)
- 1986 フランス
- 1987 スペイン
- 1988 スペイン
- 1989 ノルウェイ
- 1990 オーストリア
- 1991 ポーランド
- 1992 ポーランド
- 1993 アイルランド (Ballyhupahaun, County Laois)
- 1994 スロバニア
- 1995 チェコ共和国
- 1996 ポルトガル
- 1997 ギリシャ
- 1998 ロシア
- 1999 ハンガリー (on the path of the solar eclipse of 11 August)
- 2000 ルーマニア
- 2001 クロアチア
- 2002 イタリア
- 2003 フランス (Pyrenees)
- 2004 ブルガリア
- 2005 ドイツ
- 2006 イギリス
- 2007 ボスニア
- 2008 セルビア
- 2009 ウクライナ (Carpathian Mountains between L'viv and Uzhorod.)
- 2010 フィンランド (Leppävirta)
- 2011 イベリア (スペイン または ポルトガル)

### 他の国でのギャザリング
- 2009 インド、ヒマラヤ、台湾
- 2010 ベラルース
- 2010 モルドバ
- 2010 台湾
- 2010 スロバキア
- 2010 チェコ共和国
- 2009 リトアニア
- 2010 リトアニア

### 世界ギャザリング
- 2000 オーストラリア

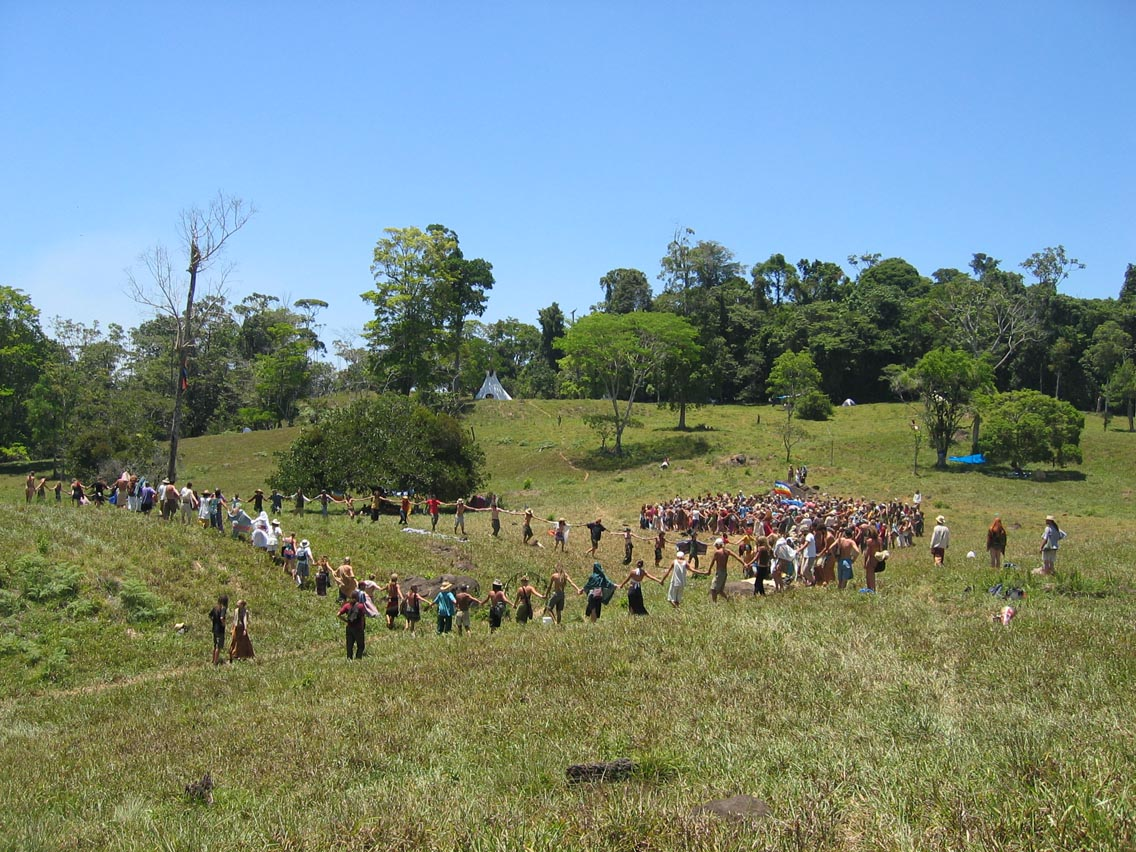
2004年コスタリカでの世界レインボーギャザリングにて

- 2001 ジンバブエ (on the path of the solar eclipse)
- 2003 ブラジル
- 2004 コスタリカ
- 2004 ケベック、カナダ (Turtle Island Gathering, non-consensed World Gathering)
- 2005 トルコ
- 2006 タイ
- 2008 中国
- 2009 メキシコ
- 2010 ニュージーランド
- 2011 アルゼンチン
- 2012 ブラジル